# Auktorisation
Auktorisation är en sorts certifiering eller kompetensklassificering som kan ges till utövare av tjänster där missbruk kan orsaka stor skada hos deras kunder.
Auktorisation kan ges av myndighet eller branschorganisation som också har en övervakande roll och dit man kan anmäla om en leverantör inte lever upp till de krav som ställs.
Typiska branscher där auktorisation förekommer
- Bevakningsföretag måste ha auktorisation av Länsstyrelsen för att bedriva olika typer av verksamhet som till exempel värdetransport, personskydd etc..
- Tolkar och översättare som arbetar i officiella sammanhang, se Auktoriserad translator
- Revisorer, se Auktoriserad revisor
- Fastighetsmäklare, helt utan lagstöd utfärdas auktorisationer av två privata organisationer, trots att yrket är reglerat av Staten, som ensam får utfärda kompetensbevis. (Är "Regulated profession").[1].
- Yrkesutövare, se Auktoriserad yrkesman